# Trombina
La trombina (fattore IIa) è un enzima, appartenente alla classe delle idrolasi, che catalizza il taglio selettivo  dei legami Arg-Gly del fibrinogeno per formare la fibrina e rilasciare i fibrinopeptidi A e B.
Questo enzima favorisce la coagulazione del sangue.
Appartiene alla categoria delle serin proteasi, cioè è in grado di apportare un taglio alle catene proteiche.
La trombina è necessaria per l'attivazione del fibrinogeno nel processo di coagulazione del sangue. Inoltre interviene nel processo infiammatorio, perché interagisce con dei recettori espressi dai monociti, trasducendo un segnale che stimola queste cellule a produrre chemochine e molecole di adesione.

## Gene
Il gene della trombina è localizzato nell'undicesimo cromosoma (11p11-q12). Il peso molecolare della trombina è di 36000. Una volta attivato, il suo dominio catalitico  viene rilasciato dal segmento della trombina 1.2. e permette la trasformazione del fibrinogeno